# Optional Stopping Theorem
Das Optional Stopping Theorem ist ein mathematischer Satz über Martingale, eine spezielle Klasse von stochastischen Prozessen, und damit der Wahrscheinlichkeitstheorie zuzuordnen. Der Satz geht auf Joseph L. Doob zurück und hat weitreichende Auswirkungen für die Existenz von für den Spieler vorteilhaften Spielstrategien, die auf einem Spielausstieg des Spielers beruhen.

## Rahmenbedingungen
Gegeben ist ein stochastischer Prozess {\displaystyle X=(X_{n})_{n\in \mathbb {N} }}, der das Kapital des Spielers formalisiert. Dieser Prozess kann nun entweder 
- ein Martingal sein, was einem fairen Spiel entspricht,
- ein Supermartingal sein, was einem Verlustspiel für den Spieler entspricht oder
- ein Submartingal sein, was einem vorteilhaften Spiel für den Spieler entspricht.

Die Ausstiegsstrategie entspricht mathematisch einer Stoppzeit {\displaystyle \tau }, die angibt, wann das Spiel verlassen wird.
Das Spiel, kombiniert mit der Ausstiegsstrategie, ergibt den gestoppten Prozess {\displaystyle X^{\tau }=(X_{\min(n,\tau )})_{n\in \mathbb {N} }}, der dann die langfristige Entwicklung bei Verwendung der Ausstiegsstrategie {\displaystyle \tau } abgibt.
Nun stellt sich die Frage, ob man durch die Wahl einer geeigneten Stoppzeit {\displaystyle \tau } die oben beschriebenen Prozessklassen ändern kann. Im Interesse des Spielers wäre eine Stoppzeit, die aus einem Martingal {\displaystyle X} nach Stoppen ein Submartingal {\displaystyle X^{\tau }} macht oder aus einem Supermartingal {\displaystyle X} ein (Sub-)Martingal {\displaystyle X^{\tau }} macht.
Der Satz beantwortet diese Frage negativ: Es gibt keine Stoppzeit, so dass der gestoppte Prozess in einer anderen Klasse liegt als der ursprüngliche Prozess.

## Aussage
Es sei abkürzend {\displaystyle \min(n,\tau )=\tau \wedge n}. Gegeben sei eine Filtrierung {\displaystyle \mathbb {F} =({\mathcal {F}}_{n})_{n\in \mathbb {N} }} und eine Stoppzeit {\displaystyle \tau }. Bezeichne {\displaystyle {\mathcal {F}}_{\tau \wedge n}} die σ-Algebra der Vergangenheit der Stoppzeit {\displaystyle \tau \wedge n} und definiere die Filtrierung
{\displaystyle \mathbb {F} ^{\tau }:=({\mathcal {F}}_{\tau \wedge n})_{n\in \mathbb {N} }}.
Dann gilt:
Ist {\displaystyle X} ein (Sub-/Super-)Martingal bezüglich {\displaystyle \mathbb {F} }, so ist auch der gestoppte Prozess {\displaystyle X^{\tau }} ein (Sub-/Super-)Martingal sowohl bezüglich {\displaystyle \mathbb {F} } als auch bezüglich {\displaystyle \mathbb {F} ^{\tau }}.
Des Weiteren gilt:
Ist {\displaystyle X} ein Martingal, so ist
{\displaystyle \operatorname {E} (X_{\tau \wedge n})=\operatorname {E} (X_{0})}.
Gilt zusätzlich, dass entweder
- die Stoppzeit {\displaystyle \tau } beschränkt ist, d. h. es gibt ein {\displaystyle c\in \mathbb {N} } mit {\displaystyle \tau \leq c} fast sicher, oder
- die Stoppzeit fast sicher endlich ist und {\displaystyle (X_{\tau \wedge n})_{n\in \mathbb {N} }} gleichgradig integrierbar ist,

so ist auch
{\displaystyle \operatorname {E} (X_{\tau })=\operatorname {E} (X_{0})}.
Die beiden obigen Aussagen gelten ebenso für Submartingale, wenn das Gleichheitszeichen durch ein {\displaystyle \geq } ersetzt wird. Genauso gelten sie auch für Supermartingale, wenn das Gleichheitszeichen durch ein {\displaystyle \leq } ersetzt wird.
Die Aussage wird in der Literatur nicht immer in demselben Umfang formuliert. Teils wird auch bloß die Stabilitätseigenschaft von (Sub/Super)Martingalen unter dem gestoppten Prozess als Optional Stopping Theorem bezeichnet.

## Herleitung
Die Herleitung der Hauptaussage erfolgt mittels der Martingaltransformation, man setzt dann {\displaystyle H_{n}:=\mathbf {1} _{\{\tau \geq n\}}}. Daraus folgt, dass {\displaystyle H\cdot X=X^{\tau }}, und entsprechend der Martingaltransformation ist dies wieder ein (Sub-/Super-)Martingal. Die detaillierte Ausführung findet sich im Artikel zur Martingaltransformation als Beispiel.

## Beziehung zum Optional Sampling Theorem
Der wesentliche Unterschied zwischen dem Optional Stopping Theorem und dem Optional Sampling Theorem ist, dass bei dem Optional Stopping Theorem der gestoppte Prozess {\displaystyle X^{\tau }} untersucht wird, wohingegen bei dem Optional Sampling Theorem die gesampelten Zufallsvariablen
{\displaystyle X_{\tau }:=X_{\tau (\omega )}(\omega )}
für verschiedene Stoppzeiten untersucht werden.
Eine Überschneidung zwischen gestopptem Prozess und {\displaystyle X_{\tau }} ergibt sich, da beispielsweise bei fast sicher endlichen Stoppzeiten
{\displaystyle \lim _{n\to \infty }X_{\tau \wedge n}=X_{\tau }} fast sicher
gilt. Daher wird der zweite Teil der oben aufgeführten Aussage auch als Spezialfall des Optional Sampling Theorems bezeichnet. Dieses liefert für zwei Stoppzeiten {\displaystyle \sigma ,\tau } mit {\displaystyle \sigma \leq \tau }, die σ-Algebra der σ-Vergangenheit {\displaystyle {\mathcal {F}}_{\sigma }} und einem Martingal {\displaystyle X} die Aussage
{\displaystyle X_{\sigma }=\operatorname {E} (X_{\tau }|{\mathcal {F}}_{\sigma })}
und damit nach Bildung des Erwartungswertes
{\displaystyle \operatorname {E} (X_{\tau })=\operatorname {E} (X_{\sigma })}.
Setzt man hier aber die Stoppzeit {\displaystyle \sigma =0}, so ist dies genau die obige Aussage.